# Olivier de la Marche

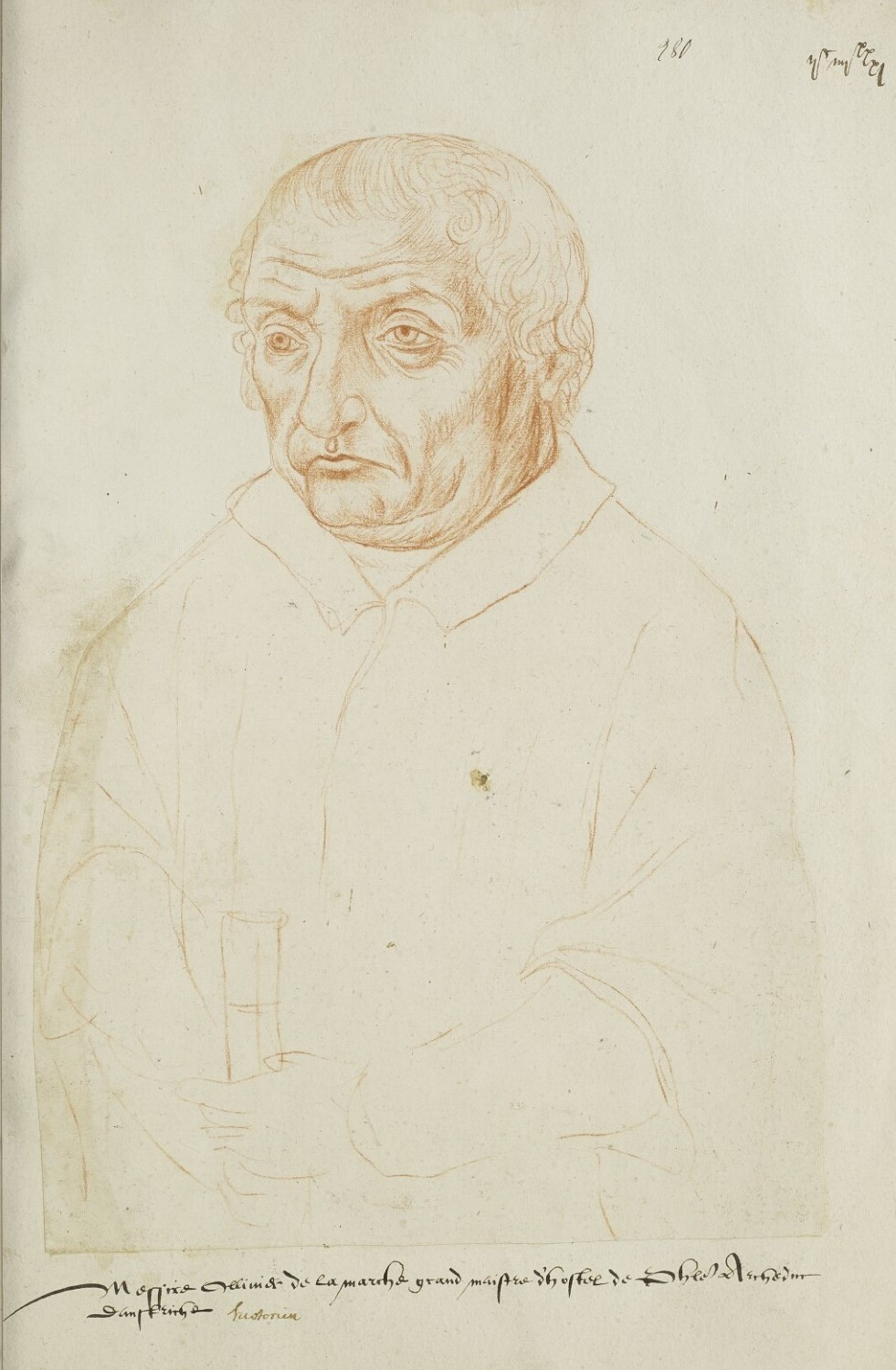
Olivier de la Marche

Olivier de la Marche (* um 1425 in Burgund; † 1502 in Brüssel) war ein aus Burgund stammender Schriftsteller und Generalmünzmeister von Geldern.

## Leben
La Marche entstammte einer Adelsfamilie, die schon lange im Dienst der Herzöge von Burgund gestanden hatte. La Marche wurde Page am Hof Herzog Philipp III. des Guten von Burgund und diente treu dessen Sohn und Nachfolger, Herzog Karl der Kühne, als Sekretär und Gesandter. Nachdem dieser 1477 in Nancy gefallen war (wo auch La Marche in Kriegsgefangenschaft geriet), diente er  Karls Tochter Maria von Burgund und ihrem Gatten, dem Erzherzog und späteren Kaiser Maximilian I. von Habsburg; 1480 wurde er mit der Erziehung Philipps des Schönen beauftragt.

## Werke
La Marche schrieb Lobgedichte auf seine Gönner, einen Bericht über ihre Herrschaft und eine Beschreibung des Ordens vom Goldenen Vlies. Am bedeutendsten sind seine „Mémoires“ über die Jahre 1435 bis 1488; sie sind noch heute eine wichtige Quelle zur burgundischen Geschichte, auch wenn sie nie das kritische Niveau von La Marches Zeitgenossen Philippe de Commynes erreichten. Le chevalier délibéré ist ein Fürstenspiegel in 2704 Versen, gewidmet für Franz Phoebus (1466–1483), König von Navarra und Neffe des französischen Königs Ludwig XI.
- De la puissance de nature et comment les corps célestiaux gouvernent naturellement le monde.
- Estat de la maison du duc de Bourgogne, 1474.
- Traité de la Manière de célébrer la noble fête de la Toison d'or.
- La Source d'Honneur pour maintenir la corporelle élégance des Dames.
- Traité et Avis de quelques gentilhommes sur les duels et gages de bataille.
- Le chevalier délibéré (1483).online
- Le Parement et le Triomphe des Dames d'Honneur (1501).
- Mémoires de Messire Olivier de La Marche.